# Konrad Szołajski
Konrad Szołajski, pseudonim Piotr Kaczorowski (ur. 25 maja 1956 w Warszawie) – polski reżyser, scenarzysta filmowy i dziennikarz radiowy. Jest synem Lucjana Szołajskiego, lektora filmowego i telewizyjnego

## Wykształcenie, działalność naukowa i radiowa
Ukończył polonistykę na Uniwersytecie Warszawskim w 1979 roku. W roku 1985 zdobył tytuł magistra reżyserii filmowo-telewizyjnej na Uniwersytecie Śląskim. W latach 1985–1987 studiował podyplomowo scenopisarstwo, reżyserię i produkcję filmową w National Film School w Wielkiej Brytanii. W roku 2012 uzyskał stopień doktora na Wydziale Radia i Telewizji Uniwersytetu Śląskiego. W latach 1993–94 prowadził zajęcia z reżyserii filmowej w Katedrze Kultury Polskiej UW. Od 2011 roku prowadzi zajęcia na Wydziale Radia i Telewizji UŚ oraz na Wydziale Reżyserii Filmowej i Telewizyjnej Łódzkiej Szkoły Filmowej.
Od października 2019 roku do listopada 2020 był dziennikarzem internetowej rozgłośni Halo.Radio, gdzie prowadził swoją audycję kulturalną. W styczniu 2021 został prowadzącym programu „Na wspak", który nadawany jest na kanale Reset Obywatelski w serwisie YouTube. Był asystentem społecznym Grzegorza Brauna, posła Konfederacji.

## Nagrody i wyróżnienia
W latach 1993–1999 był trzykrotnie nominowany do Złotych Lwów.
W 2002 r. otrzymał nagrodę Studia AVA Film na Festiwalu Mediów Człowiek w Zagrożeniu za film dokumentalny Zawód: posłanka.
W 2011 roku otrzymał nagrodę im. Aleksandra Kamińskiego na Festiwalu Mediów Człowiek w Zagrożeniu za dokument I Bóg stworzył sex. W tym samym roku nominowany do nagrody Złote Grono za film dokumentalny Uwodziciele.
W 2012 roku otrzymał nominację do Złotej Kaczki w kategorii „najlepszy film” i „najlepszy scenariusz” za film Kop głębiej.
W 2016 roku otrzymał nominację do Złotej Kaczki i Złotego Grona za film Walka z szatanem.

## Dokument o egzorcyzmach
W 2015 roku Konrad Szołajski stworzył dokument pt. Walka z szatanem o egzorcyzmach. Wywołało to zainteresowanie mediów filmem i problemem egzorcyzmów w Polsce. W grudniu 2016 niemiecka telewizja 3sat wyemitowała program na ten temat pt. Exorzismus-Boom in Polen (Gwałtowny wzrost egzorcyzmów w Polsce), w którym m.in. przeprowadzono rozmowę z Konradem Szołajskim na temat egzorcyzmów i filmu.

## Filmografia

### Fabularne
- Kop głębiej (2011)
- O czym szumią kierpce (2000)
- Operacja „Koza” (1999)
- Musisz żyć (1997)
- Człowiek z... (1993)
- Jajo (1982)

### Dokumentalne
- Dobra Zmiana (2018)
- Walka z szatanem (2015)
- Głosy (2012)
- I Bóg stworzył seks… (2011)
- Niejedzenie (2010)
- Podryw po polsku (2010)
- Uwodziciele (2010)
- Good morning, Lenin! (2009)
- Wkręcacze (2006)
- Gruba do łóżka, chuda na bal… (2006)
- Pogrzeby to nasze życie (2004)
- Alwernia (2004)
- Oprowadzę was po moim świecie (2003)
- Zawód: posłanka (2002)
- Sztuka kochania według Wisłockiej (2000)
- Tajemnice starego domu (1999)
- Pani od seksu (1998)
- Sceny z życia kick-bokserki (1997)
- Dziennikarze '82 (1997)
- Nowa opowieść o prawdziwym człowieku (1996)
- Cały pogrzeb na nic! (1995)
- Bondologia stosowana (1995)
- Zdziczenie obyczajów pośmiertnych (1995)
- Komiksiarze (1994)
- Parafia księdza kustosza (1993)
- O wawelskim smoku (1993)
- Pan inspektor przyszedł (1987)
- Witamy w Anglii (1987)